# Eisspeise
Unter Eisspeisen versteht man Erzeugnisse aus Speiseeis. Dazu zählen Eistorten, Eisbomben und verschiedene Eisdesserts. Eisspeisen werden mit Schlagsahne, Früchten, Teegebäck u. a. dekoriert serviert. 
Für die in Formen ausgefrorenen Eisspeisen eignet sich schwach gefrorenes Speiseeis oder Rahmeis, das wegen seines hohen Milchrahmanteils nicht so hart ausfriert. Diese Eisspeisen werden in ihrer vorgesehenen Form zum Aushärten in ein Tiefkühlgerät gegeben, dies kann beispielsweise auch eine ausgehöhlte Ananas sein. Eisbomben, -torten und -ziegel werden kurz vor dem Servieren aus der Form gestürzt und dekoriert.
Das Herstellen von Speiseeiserzeugnissen ist Teil der Berufsausbildung zum Konditor, dazu zählt u. a. das Anrichten von Eisspeisen nach vorgegebenen Rezepturen und Herstellen von Eisbomben, -torten und -ziegel. Bekannte Eisspeisen sind: Fürst-Pückler-Eisbombe, Spanische Windtorte, Omelett surprise, Tuttifrutti, Cassata, u. a. m.

Eisbomben, Eistorten und Eisdesserts
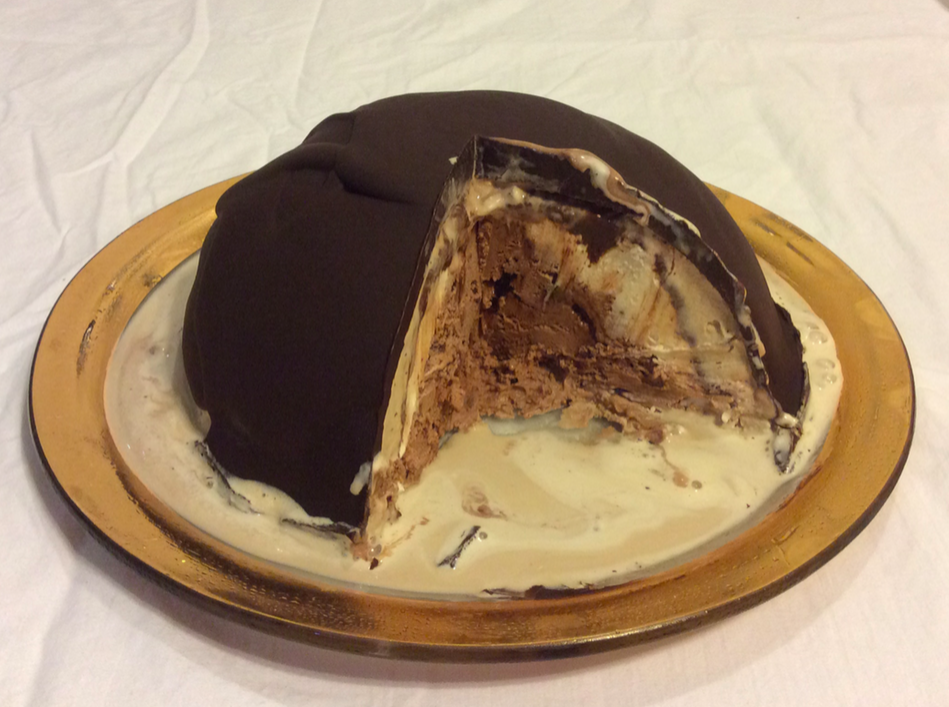
Eisbombe
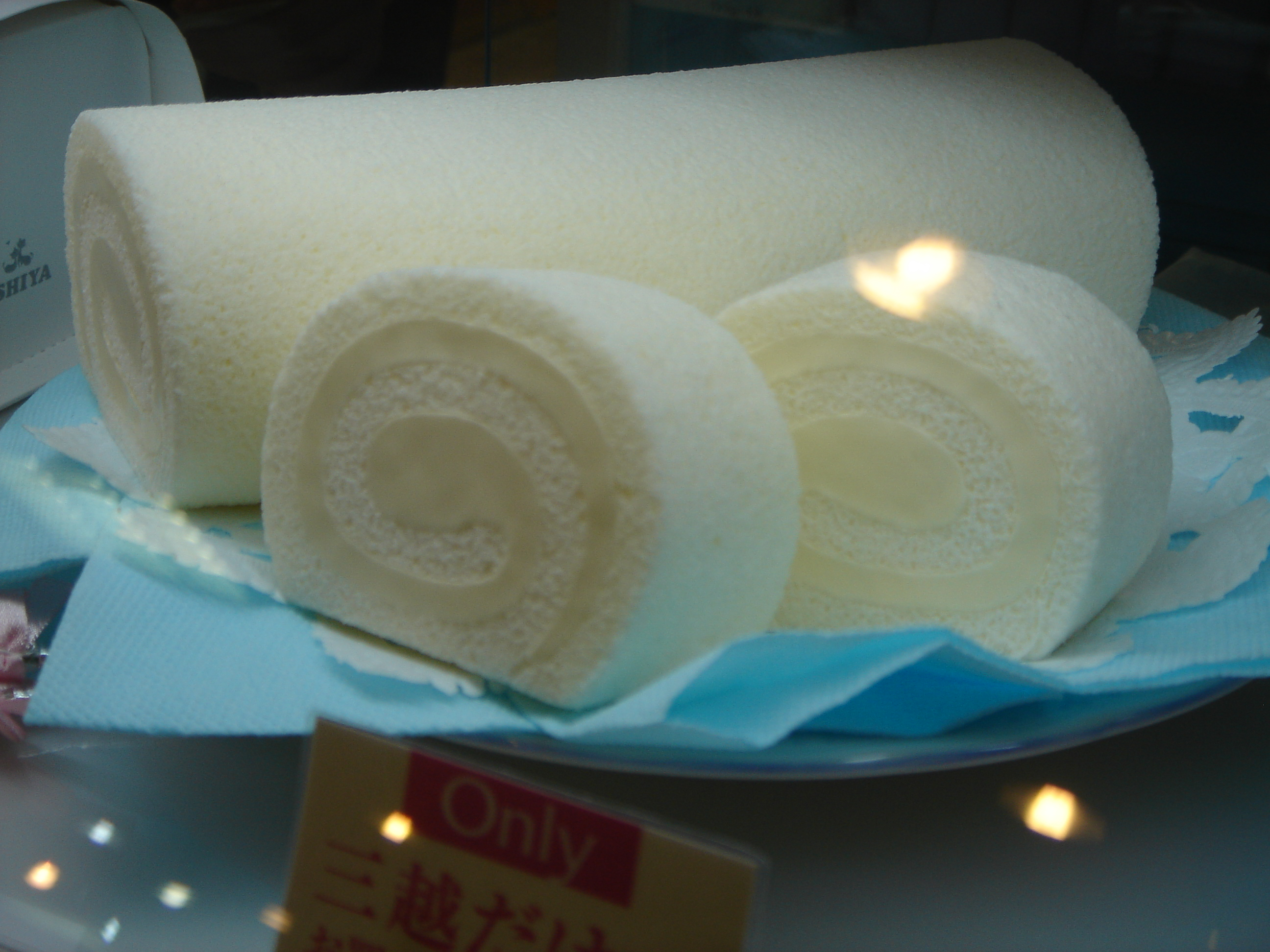
Eisroulade
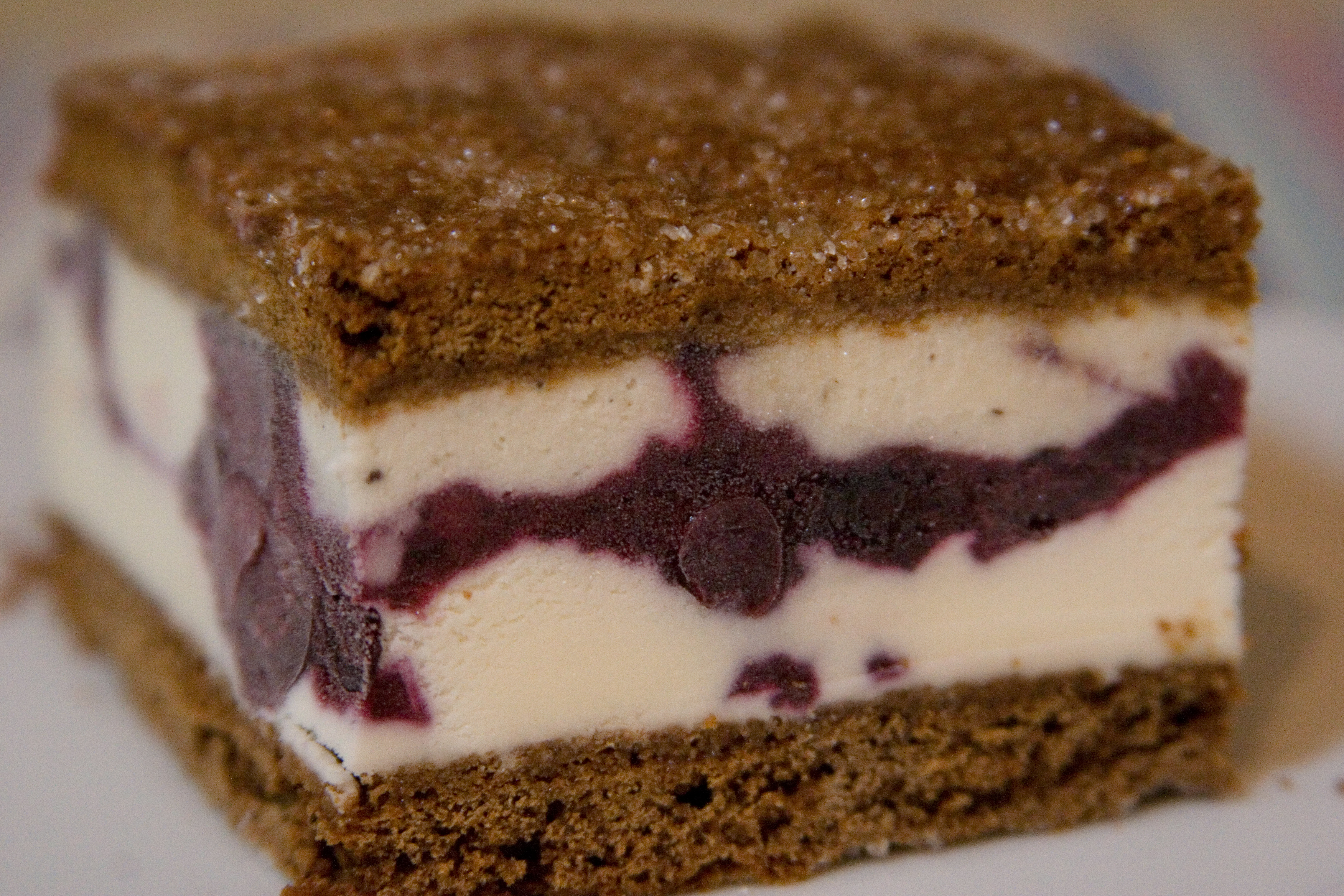
Eiscreme-Sandwich
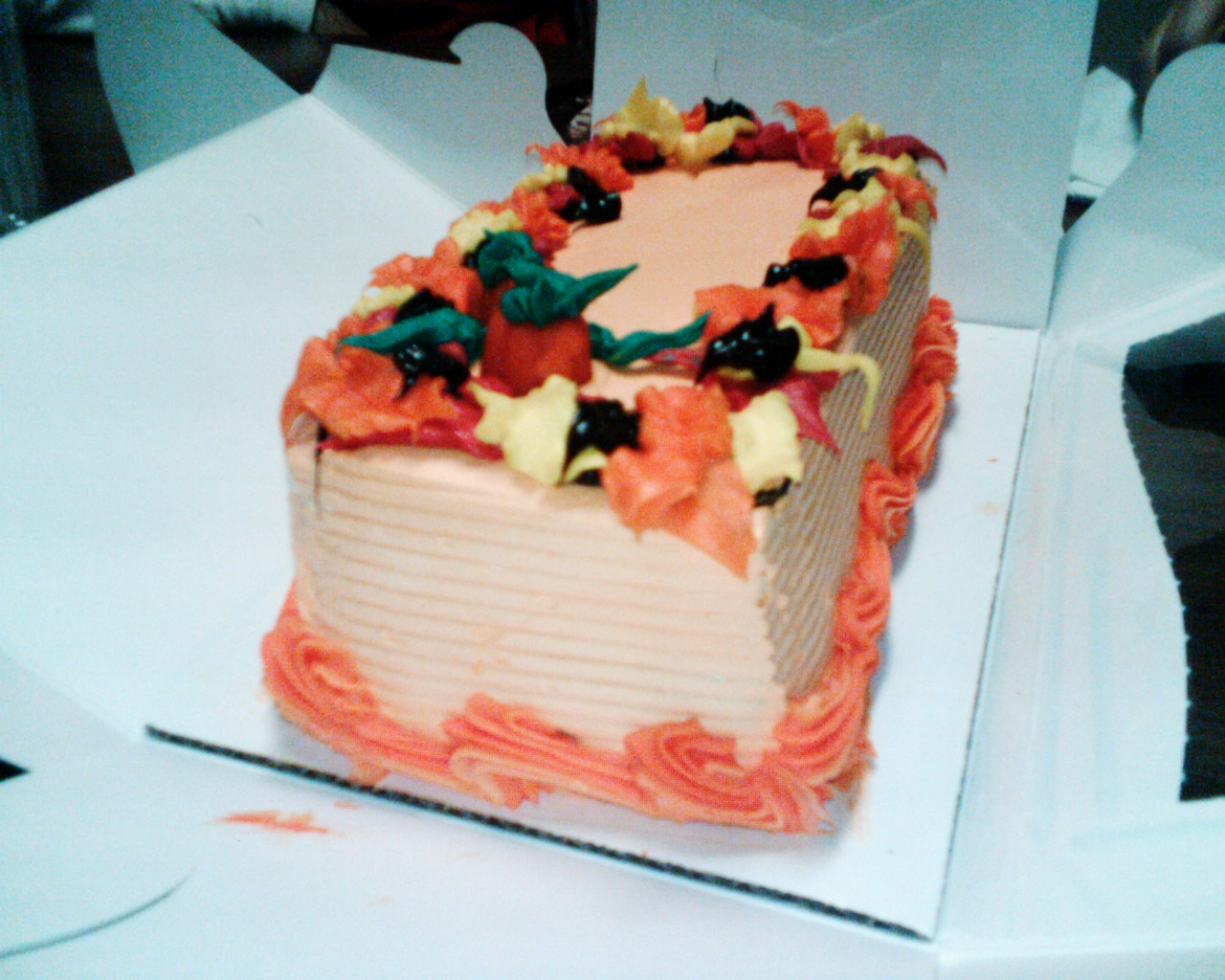
Eistorte in Ziegelform
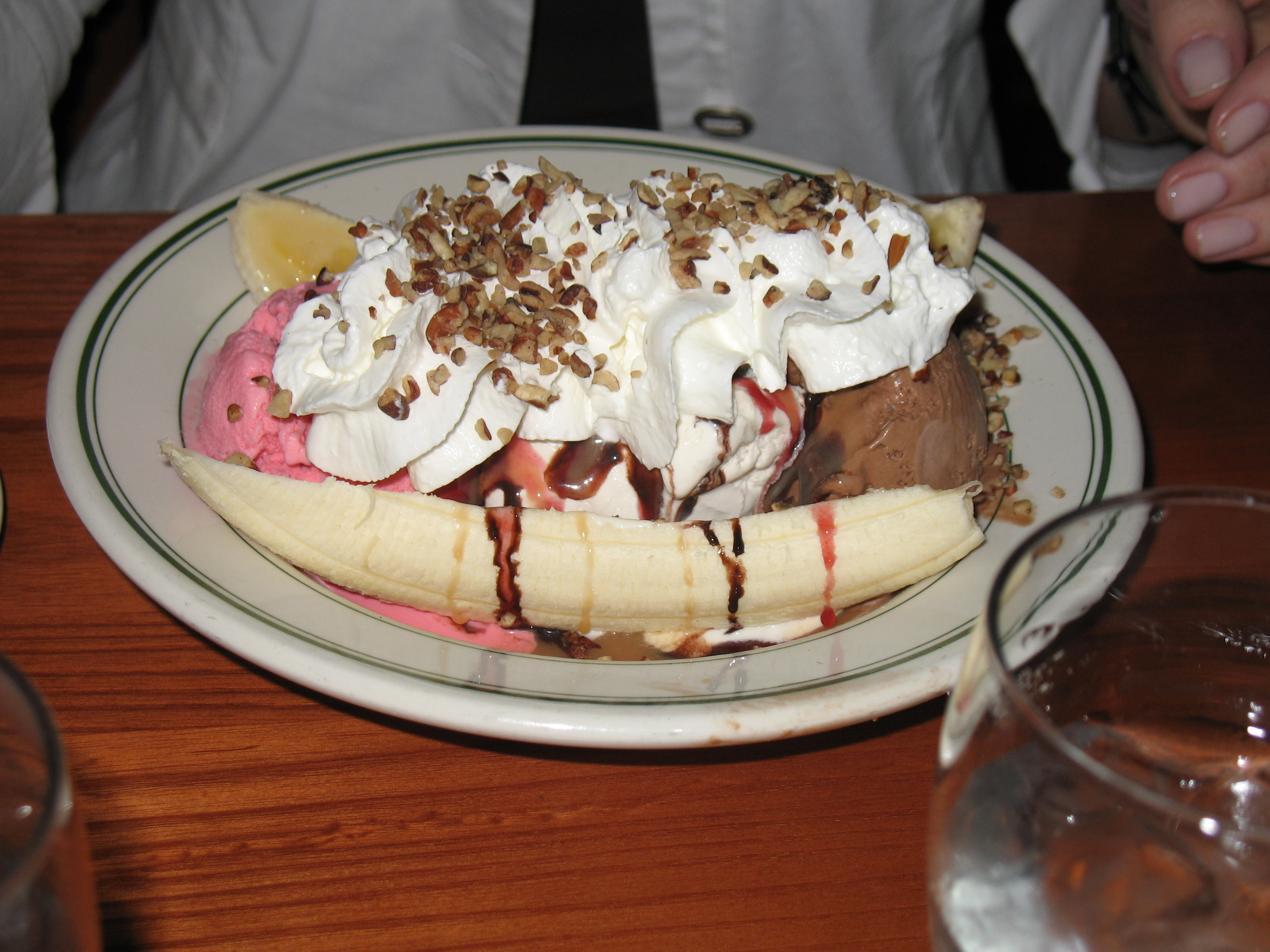
Bananensplit
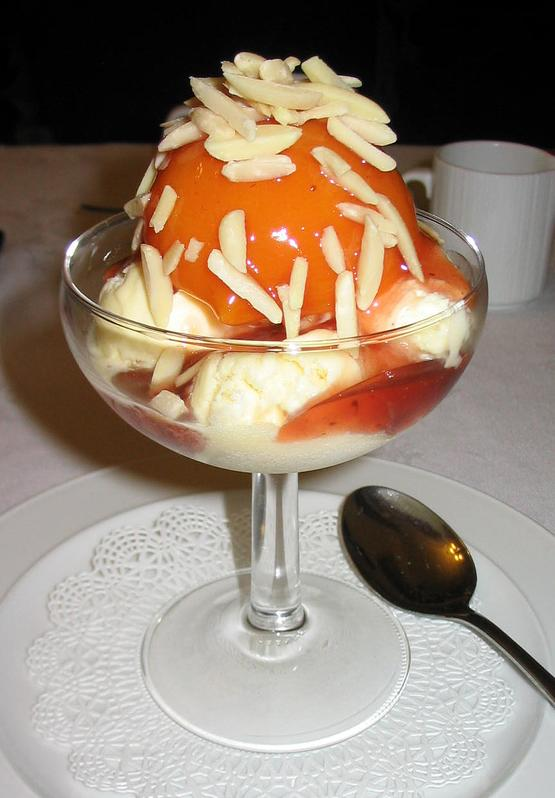
Pfirsich Melba
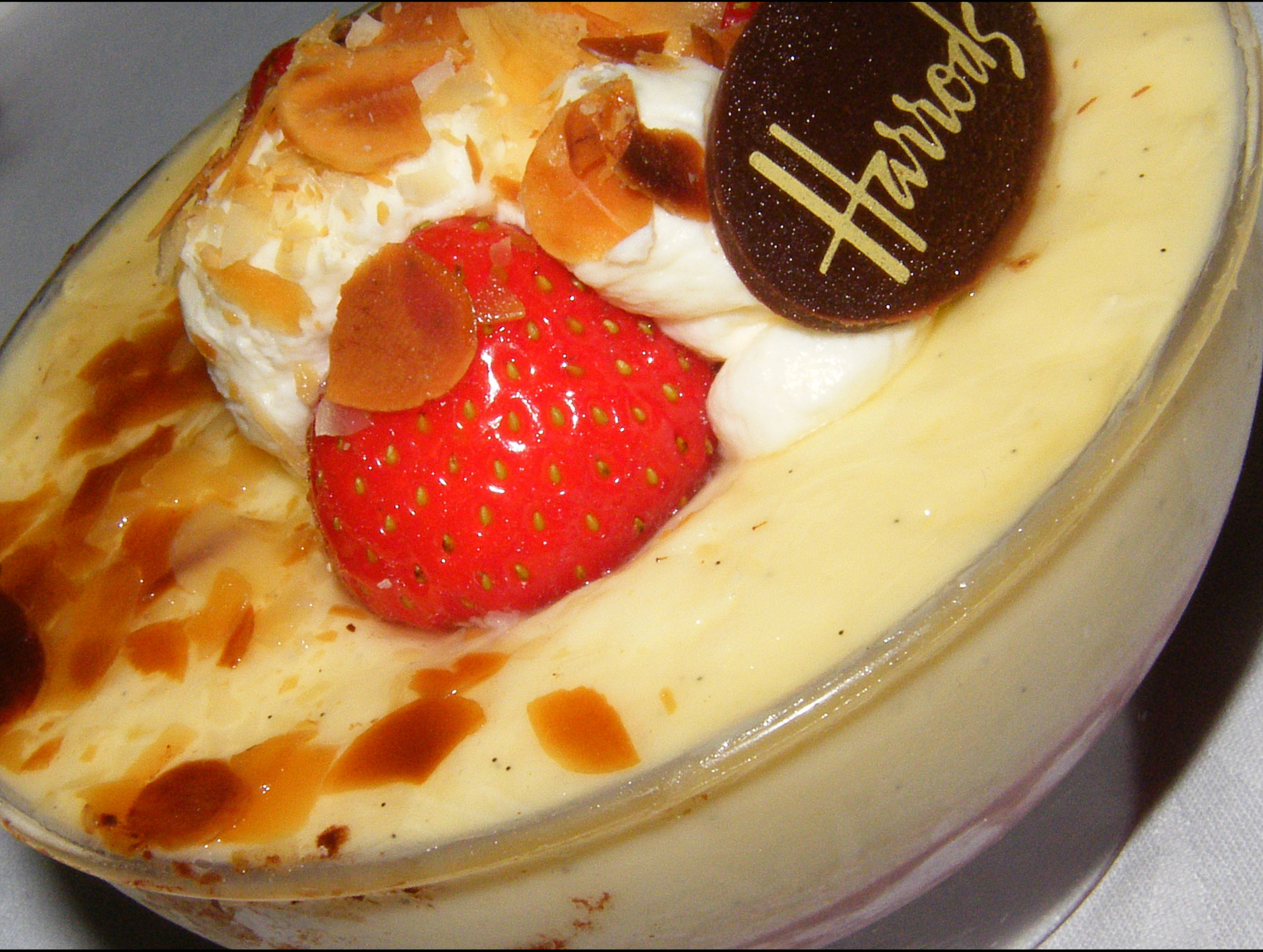
Knickerbocker Glory
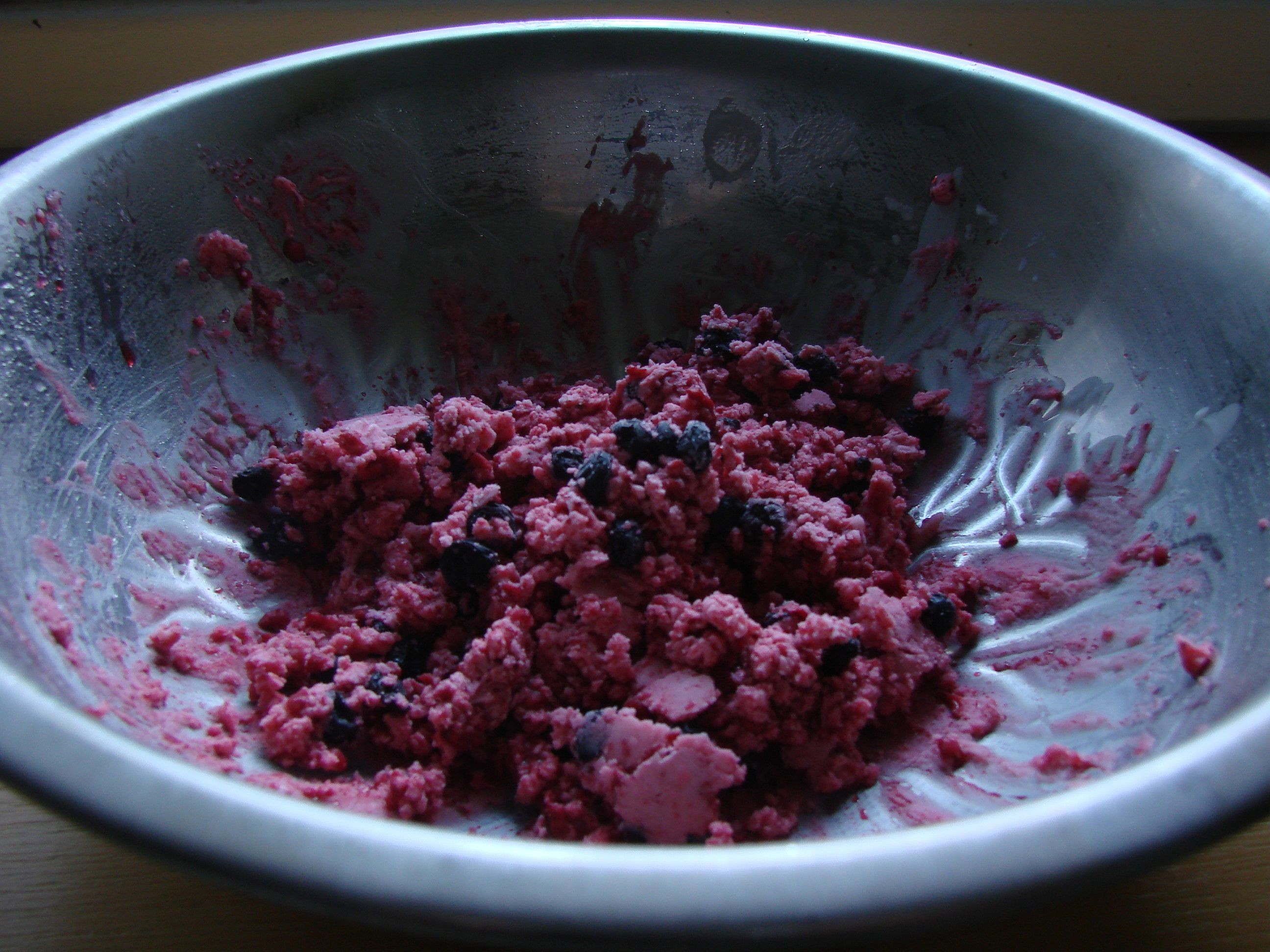
Akutaq (traditionelles Speiseeis der Yupik)

## Begriffsgeschichte
Das Arbeitsblatt des Reichsarbeitsministeriums gab 1937 an, dass nach einer Verordnung von 1933, Eisspeisen als Konditorwaren im Sinne des Bäckereigesetzes gelten, Speiseeis dagegen als ein nicht handwerksmäßig hergestelltes Erzeugnis der Eisdielen, und des Weiteren: „Im Interesse einer einheitlichen Begriffsbildung wird der Ausdruck »Eisspeisen« zweckmäßig nur für hochwertiges Speiseeis angewendet, das durch die Art der Zusammenstellung oder durch besondere Zutaten nach der Verkehrsanschauung eine Konditorware darstellt.“ Fantasienamen wie Eisbomben oder Eisbecher durften nur verwendet werden, wenn es sich um die hochwertigeren Krem-, Frucht- oder Rahmeis-Sorten oder eine Zusammenstellung dieser Sorten handelte.